# أرنولد سبنسر سميث
أرنولد سبنسر سميث (بالإنجليزية: Arnold Patrick Spencer-Smith) (17 مارس 1883 - 9 مارس 1916) رجل دين إنجليزي ومصور هاوٍ انضم إلى بعثة السير إرنست شاكلتون في الفترة من 1914 إلى 1917 كقسيس في فريق بحر روس، والذي تم تكليفه بوضع سلسلة من المستودعات عبر الجرف الجليدي روس باتجاه نهر بيردمور الجليدي لفريق عبور شاكلتون المزمع.
على الطريق ، أصيب سبنسر سميث بمرض الاسقربوط وترك بمفرده في خيمة لمدة 10أيام بينما استمر الآخرون في وضع آخر مستودع. بعد عودتهم، سحبوه على زلاجة إلى القاعدة في خليج إيفانز ، لكنه توفي في الرحلة في مارس 1916.